# Serie Mundial Amateur de Béisbol de 1974
La XXIII Serie Mundial Amateur de Béisbol se llevó a cabo en las ciudades de Saint Petersburg, Clearwater, Bradenton en Estados Unidos del 13 de noviembre al 24 de noviembre de 1974. Fue organizado por la Federación Mundial de Béisbol Amateur (FEMBA).

## Hechos destacados
- Por primera vez participó un equipo de África, siendo Sudáfrica la primera selección.
- Primera participación de cuatro continentes, África, América, Asia y Europa.

## Primera Ronda
Estados Unidos y Nicaragua empataron por lo que fue necesario una serie de 3 juegos.
| Posición | Equipo               | Ganados | Perdidos |
| -------- | -------------------- | ------- | -------- |
| 1        | Estados Unidos       | 7       | 0        |
| 2        | Nicaragua            | 7       | 0        |
| 3        | Colombia             | 5       | 3        |
| 4        | Canadá               | 3       | 5        |
| 5        | Italia               | 3       | 5        |
| 6        | China Taipéi         | 3       | 5        |
| 7        | República Dominicana | 3       | 5        |
| 8        | Puerto Rico          | 3       | 5        |
| 9        | Sudáfrica            | 1       | 7        |

## Serie Final
| Posición | Equipo         | Ganados | Perdidos |
| -------- | -------------- | ------- | -------- |
| 1        | Estados Unidos | 2       | 1        |
| 2        | Nicaragua      | 1       | 2        |

| Estados Unidos         |
| Campeón Estados Unidos |
| Tercer título          |

## Clasificación Final
| Posición | Equipo               | Ganados | Perdidos |
| -------- | -------------------- | ------- | -------- |
| 1        | Estados Unidos       | 9       | 1        |
| 2        | Nicaragua            | 8       | 2        |
| 3        | Colombia             | 5       | 3        |
| 4        | Canadá               | 3       | 5        |
| 5        | Italia               | 3       | 5        |
| 6        | China Taipéi         | 3       | 5        |
| 7        | República Dominicana | 3       | 5        |
| 8        | Puerto Rico          | 3       | 5        |
| 9        | Sudáfrica            | 1       | 7        |